# Ferrières (Oise)
Ferrières (wym. [fɛrjɛɾə]) – miejscowość i gmina we Francji, w regionie Hauts-de-France, w departamencie Oise.
Według danych na rok 1990 gminę zamieszkiwało 430 osób, a gęstość zaludnienia wynosiła 89 osób/km² (wśród 2293 gmin Pikardii Ferrières plasuje się na 587. miejscu pod względem liczby ludności, natomiast pod względem powierzchni na miejscu 891.).